# Глибоке-над-Вагом
Глибоке-над-Вагом (словац. Hlboké nad Váhom, угор. Mélyesd) — село, громада в окрузі Битча, Жилінський край, центральна Словаччина. Кадастрова площа громади — 5,359 км². Населення — 938 осіб (за оцінкою на 31 грудня 2017 р.).
Знаходиться за ~3 км на схід від адмінцентру округу міста Битча.
Перша згадка 1347 року.
Обец Глибоке-над-Вагом розташований в історичному регіоні Словаччини — Стражовських гір (Strážovských vrchov) в їх північній частині. Обец розтягнувся по всій долині Глбоцького потоку й займає площу в 536 гектарів з 915 мешканцями. Розміщений орієнтовно на висоті 341 метр над рівнем моря, відоме своїми природними, рекреаційними ресурсами та 15-метровим водоспадом, що стікає з Сюловських скель (Súľovských skál). До 1961 року це були два різних поселення — Нижнє Глбоке та Горішнє Глбоке, які розширилися, тому й було їх об'єднано в одне село — обец Глибоке-над-Вагом.

## Населення
| Рік:            | 1994. | 2004. | 2014.   | 2024.   |
| --------------- | ----- | ----- | ------- | ------- |
| Кількість осіб: | 0     | 915   | 952     | 953     |
| Різниця:        |       | –     | +4,04 % | +0,10 % |

| Рік:            | 2023. | 2024.   |
| --------------- | ----- | ------- |
| Кількість осіб: | 969   | 953     |
| Різниця:        |       | -1,65 % |